# Neografie

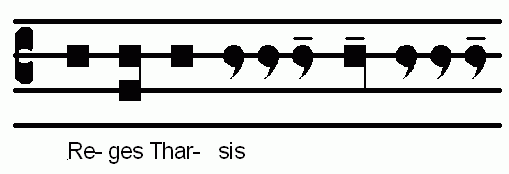
Začátek offertoria Reges Tharsis z epifanie v neografickém zápisu

Neografie resp. neographie (řecky nové písmo / novopis) je způsob zápisu neum gregoriánského chorálu, který se orientuje na kvadrátní notaci, je však doplněna o některé další značky, které mohou lépe postihnout jemné nuance starých ručních zápisů a tím i zlepšit poznatky gregoriánské semiologie.

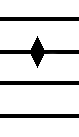
Punctum inclinatum

Tak se vedle obvyklých kvadrátních neum objevují také kosočtvercové (Punctum inclinatum, viz obrázek vlevo) a samostatná zneménka pro jednotónové neumy (strophy).
Psalterium Monasticum (1981) a Liber Hymnarius (1983), vydané v opatství svatého Petra v Solesmes jsou tištěné v neografickém zápisu.